# Algemeen secundair onderwijs
Het algemeen secundair onderwijs (aso of a.s.o.), vroeger en nu ook nog vaak in spreektaal humaniora genoemd, is de meest voorkomende secundaire onderwijsvorm in Vlaanderen. Het aso volgt op de eerste graad (de observatiegraad) van het secundair onderwijs en wordt ingedeeld in een tweede (de oriëntatiegraad) en derde graad (de determinatiegraad). Een graad bestaat uit twee leerjaren.
Sinds het schooljaar 2021-2022 spreekt men in het derde jaar secundair onderwijs niet langer over aso, maar over opleidingen binnen de doorstroomfinaliteit. De doorstroomfinaliteit wordt vaak afgekort met de letter D. Ook de studierichtingen veranderen van naam en worden algemener ingevuld: economische wetenschappen, humane wetenschappen, moderne talen (nieuwe richting), natuurwetenschappen, Latijn, Latijn-Grieks, bouwwetenschappen (behoorde tot het vroegere tso), technologische wetenschappen (behoorde tot het vroegere tso). 
Een vergelijkbare onderwijsvorm in Nederland is het voorbereidend wetenschappelijk onderwijs (vwo).

## Eigenheid
De term 'algemeen' wijst op de algemene vorming via vakken als Nederlands, Frans, Engels, Duits, geschiedenis, aardrijkskunde, wiskunde en wetenschappen. Algemeen wordt hier ook gezien als het tegenovergestelde van gespecialiseerd. De gemeenschappelijkheid van de studierichtingen binnen het aso is groter dan de verschillen. Deze vorming bereidt voor om verder te studeren aan een universiteit of een hogeschool. Ze is niet gericht op concrete vaardigheden of beroepsbekwaamheid die onmiddellijk op de arbeidsmarkt kunnen worden gebruikt.
Een kleine 40% van de Vlaamse jongeren behaalt een diploma secundair onderwijs in het aso (cijfers van het Vlaams Ministerie van Onderwijs en Vorming, 2006-2007).

## Studierichtingen
Het algemeen secundair onderwijs is/wordt momenteel vervangen door de doorstroomfinaliteit in de 2e en 3e graad. Dat wil zeggen dat deze richtingen bedoeld zijn om verder te studeren aan een hogeschool of universiteit. Er zijn twee grote delen in deze finaliteit: de domeingebonden en domeinoverschrijdende doorstroomfinaliteit. De domeingebonden richtingen worden ook wel ASO-light genoemd, omdat ze gemakkelijker zouden zijn en minder algemeen zijn maar ze zich meer toeleggen op één domein. Vroeger was dit dan ook een deel van het TSO.
Er zijn verschillende studierichtingen onder verschillende domeinen. De studierichtingen in de 2e graad zijn nog redelijk algemeen.
- Domeinoverschrijdend
  - Economische Wetenschappen
  - Freinetpedagogie (methodeschool)
  - Grieks-Latijn
  - Humane Wetenschappen
  - Latijn
  - Moderne Talen
  - Natuurwetenschappen
  - Rudolf Steinerpedagogie (methodeschool)
  - Sportwetenschappen
  - Topsport-Economie
  - Topsport-Natuurwetenschappen
  - Yeshiva (Joods systeem)
- Stem
  - Bouwwetenschappen
  - Biotechnologische STEM-wetenschappen
  - Technologische Wetenschappen
- Kunst en creatie  (vroeger KSO)
  - Architecturale en Beeldende Vorming
  - Beeldende en Audiovisuele Vorming
  - Dans
  - Muziek
  - Woordkunst-Drama
- Land- en tuinbouw
  - Biotechnologische Wetenschappen
- Economie en organisatie
  - Bedrijfswetenschappen
- Maatschappij en welzijn
  - Maatschappij- en Welzijnswetenschappen
- Voeding en horeca
  - Biotechnologische Wetenschappen

In de 3e graad kennen we volgende domeinen en richtingen:
- Domeinoverschrijdend
  - Economie-Moderne Talen
  - Economie-Wiskunde
  - Freinetpedagogie (methodeschool)
  - Grieks-Latijn
  - Grieks-Wiskunde
  - Humane Wetenschappen
  - Latijn-Moderne Talen
  - Latijn-Wetenschappen
  - Latijn-Wiskunde
  - Moderne Talen-Wetenschappen
  - Moderne Talen
  - Wetenschappen-Wiskunde
  - Rudolf Steinerpedagogie (methodeschool)
  - Sportwetenschappen
  - Topsport-Economie
  - Topsport-Natuurwetenschappen
  - Yeshiva (Joods systeem)
- Taal en cultuur
  - Taal- en Communicatiewetenschappen
- Stem
  - Bouw- en Houtwetenschappen
  - Biotechnologische en Chemische STEM-wetenschappen
  - Informatica- en Communicatiewetenschappen
  - Mechatronica
  - Technologische Wetenschappen en Engineering
- Kunst en creatie  (vroeger KSO)
  - Architecturale en Beeldende Vorming
  - Beeldende Vorming
  - Audiovisuele Vorming
  - Dans
  - Muziek
  - Woordkunst-Drama
- Land- en tuinbouw
  - Biotechnologische en Chemische Wetenschappen
- Economie en organisatie
  - Bedrijfswetenschappen
  - Bedrijfsondersteunende informaticawetenschappen
- Maatschappij en welzijn
  - Welzijnswetenschappen
- Sport
  - Topsport-Bedrijfswetenschappen
- Voeding en horeca
  - Biotechnologische en Chemische Wetenschappen

## Historisch
Het aso werd vroeger de humaniora genoemd en bestond uit de klassieke of oude humaniora, met Latijn (+ soms Grieks), en de moderne of nieuwe humaniora, zonder Latijn in het vakkenpakket. Deze term wordt nog vaak in het dagelijks woordgebruik aangewend. Zes schooljaren werden verdeeld in de eerste drie (lager secundair onderwijs) en de laatste drie (hoger secundair onderwijs). Het voorlaatste jaar van de humaniora was de poësis-klas, het laatste jaar de retorica-klas.
Het aantal studierichtingen was beperkter. In het hoger secundair onderwijs bestond deze uit: 
- De Latijnse
  - Latijn-Wiskunde
  - Latijn-Grieks
  - Latijn-Wetenschappen
- De Moderne
  - Wetenschappen A (meer Wiskunde)
  - Wetenschappen B (meer Wetenschappen)
  - Economische
  - Menswetenschappen

Over twee jaar zal EE (elektriciteit elektronica) toegevoegd worden.
Een merkwaardig feit was dat in dit systeem de leerjaren terugtelden. Zo begon men bv. in de zesde Latijnse en studeerde men af na de eerste Latijnse.
Bij de geleidelijke invoering van het VSO vanaf 1970 werd de naam humaniora (oneigenlijk) gebruikt door scholen die daarmee wilden aangeven dat hun peil kon wedijveren met de (klassieke) humaniora: Sporthumaniora, een combinatie van sport en wetenschappelijke vakken op een hoog niveau; Kunsthumaniora, beeldende kunsten met een sterke ondersteuning van wiskunde (m.i.v. wetenschappelijk tekenen), wetenschappen, en kunstgeschiedenis; klassieke muziekopleiding met sterke basis kunstgeschiedenis en AML (ritmiek, gehoor, intonatie,...); Technische humaniora, in scholen waar technologie (elektriciteit, mechanica, informatica) werd gecombineerd met 6 uur wiskunde, en algemene vakken (ook talen) op een hoog niveau, meestal in de richting industriële wetenschappen. Deze scholen wilden daarmee benadrukken dat hun richtingen ook kansen bieden op hoger onderwijs.

## Spelling afkorting
De afkorting van "algemeen secundair onderwijs" wordt sinds 2006 in de officiële Nederlandse spelling met kleine letters geschreven en eventueel met puntjes: dus a.s.o. of 'aso'. De puntjes dienen ter onderscheid met de gelijkluidende verkorting van asociaal, maar kunnen worden weggelaten als de context een misverstand onwaarschijnlijk maakt. De Nederlandse Taalunie hanteert aso.